# Eugène Séguy
Eugène Séguy (Parigi, 21 aprile 1890 – Villejuif, 1º  giugno 1985) è stato un entomologo francese specializzato in ditteri.
Ha lavorato presso il Museo nazionale di storia naturale di Parigi (1956-1960).

## Pubblicazioni
- Deal With It Diptera: recueil d'etudes biologiques et systematiques sur les Dipteres du Globe (Collection of biological and systematic studies on Diptera of the World). 11 vols. Text figs. Part of Encyclopedie Entomologique, Serie B II: Diptera. (1924-1953).
- Faune de France. Diptères: Ptychopteridae à Phlebotominae 109 p.,179 figs (1925).
- Faune de France. Diptères Brachycères.Stratiomyidae to Omphralidae 308 p.,685 figs (1926).
- Faune de France. Diptères Brachycères.Asilidae 308 p.,685 figs 190 p.,384 figs (1927).
- Spedizione scientifica all'oasi di Cufra [Marzo-Luglio 1931]. Insectes diptères. Ann. Mus. civ. Stor. nat. Genova 55[1930-1931]: 490-511, figures 1-3 (1932).
- Contributions à l'étude de la faune du Mozambique. Voyage de M.M. Lesne [1928-1929] 13e note. Diptères [2e partie]. Mems. Estud. Mus. zool. Univ. Coimbra 67: 5-80 (1933).
- Étude sur quelques Muscides de l'Amérique Latine. Rev. Soc. ent. Argent. 6: 9-16, 3 figures (1934).
- Séguy, E. Diptera L. Nematocera et Brachycera. Mission Scientifique de l'Omo; Vol. 4. [Zoologie]; Ed.: Jeannel. Mus. Natn. Hist. nat. 8: 319-380 (1938).
- Séguy, E., 1938 La Vie des Muches et des Moustiques; Delagrave.
- Faune de France. Insectes Ectoparasites 684 p.,957 fig (1944).
- La Biologie des Dipteres. pp. 609. 7 col + 3 b/w plates, 225 text figs. (1950).
- Dictionnaire des termes d’entomologie. Editions P. Lechevalier, Paris (FR)(1967).